# Ліннфілд (Массачусетс)
Ліннфілд (англ. Lynnfield) — місто (англ. town) в США, в окрузі Ессекс штату Массачусетс. Населення — 13 000 осіб (2020).

## Демографія
Згідно з переписом 2010 року, у місті мешкало 11 596 осіб у 4179 домогосподарствах у складі 3267 родин. Було 4354 помешкання
Расовий склад населення:
| - 94,7 % — білих - 3,3 % — азіатів - 0,5 % — чорних або афроамериканців |

До двох чи більше рас належало 1,0 %. Частка іспаномовних становила 1,7 % від усіх жителів.
За віковим діапазоном населення розподілялося таким чином: 25,3 % — особи молодші 18 років, 57,0 % — особи у віці 18—64 років, 17,7 % — особи у віці 65 років та старші. Медіана віку мешканця становила 44,6 року. На 100 осіб жіночої статі у місті припадало 95,3 чоловіків;  на 100 жінок у віці від 18 років та старших — 91,5 чоловіків також старших 18 років.
Середній дохід на одне домашнє господарство  становив 150 439 доларів США (медіана — 117 706), а середній дохід на одну сім'ю — 170 136 доларів (медіана — 136 221). Медіана доходів становила 101 389 доларів для чоловіків та 70 536 доларів для жінок. За межею бідності перебувало 1,8 % осіб, у тому числі 2,5 % дітей у віці до 18 років та 2,4 % осіб у віці 65 років та старших.
Цивільне працевлаштоване населення становило 6322 особи. Основні галузі зайнятості: освіта, охорона здоров'я та соціальна допомога — 26,3 %, науковці, спеціалісти, менеджери — 18,1 %, фінанси, страхування та нерухомість — 12,8 %, роздрібна торгівля — 10,3 %.